# Microphaea orientalis
Microphaea orientalis là một loài bướm đêm trong họ Noctuidae.